# Lepas anatifera
La anatifa, cuello de ganso o pie de cabra (Lepas anatifera) es una especie de crustáceo cirrípedo de la familia Lepadidae. Presenta el cuerpo protegido externamente por un conjunto de placas calcáreas.
Los cirrípedos son crustáceos sésiles. Muchas veces colonizan, adhiriéndose a objetos flotantes y por lo tanto son organismos neustónicos en esta fase de adherencia.

## Descripción

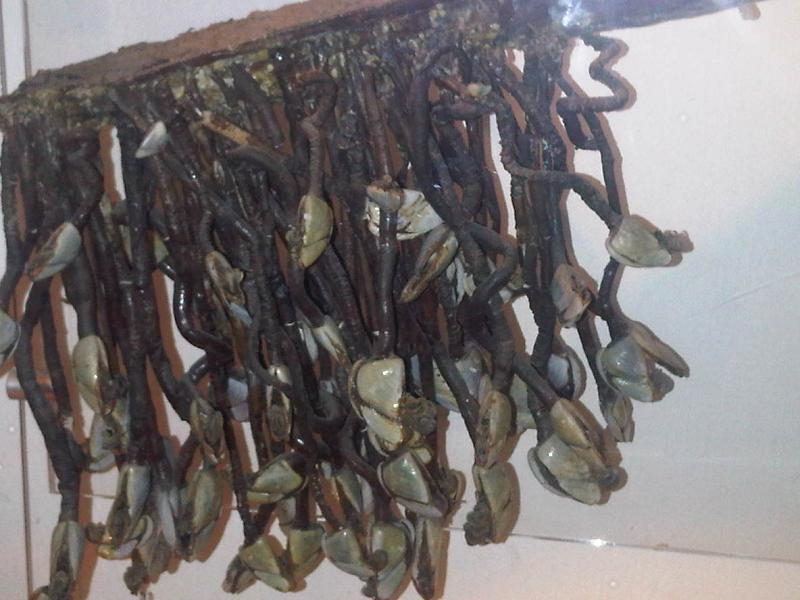
Anatifas colgando de un trozo de madera, del Museo de Historia Natural de Londres

El cuerpo de Lepas anatifera está sostenido por un tallo o pedúnculo largo y flexible. Hay cinco placas lisas y translúcidas, con bordes escarlata y separadas por espacios estrechos. Las placas tienen líneas de crecimiento paralelas a sus márgenes y algunas líneas escultóricas radiales tenues. Dentro del capítulo, la anatifa tiene una cabeza, un tórax y un abdomen vestigial. Entre las placas se proyectan varios cirros filamentosos de color marrón o tentáculos alimentarios. El pedúnculo es duro y de color marrón violáceo. El capítulo puede crecer hasta una longitud de 5 centímetros (2 plg) y el pedúnculo varía entre 4 centímetros (1,6 plg) y 80 centímetros (31,5 plg).

## Distribución
Lepas anatifera tiene una distribución cosmopolita y se encuentra en mares tropicales y subtropicales de todo el mundo. Debido a que con frecuencia está adherido a objetos transportados a mares más fríos por las corrientes, como la corriente del Atlántico Norte, a menudo se encuentra muy lejos de su lugar de origen y en aguas demasiado frías para reproducirse. De esta forma, se ha documentado en Noruega, las Islas Shetland, las Islas Feroe, Islandia y Spitsbergen.

## Origen del nombre
En la Inglaterra del siglo XIII, la palabra "barnacle" se usaba para una especie de ave acuática, la barnacla (Branta leucopsis). Esta ave se reproduce en el Ártico, pero pasa el invierno en las islas británicas, por lo que los británicos nunca vieron sus nidos y huevos. En ese momento, se pensaba que los percebes que aparecen ocasionalmente en la orilla se habían generado espontáneamente a partir de la madera podrida a la que estaban adheridos y, por lo tanto, que los gansos podrían generarse de manera similar. La credibilidad de la idea la dio el mechón de cirros marrones que sobresalía del capítulo de los crustáceos y que se parecía al plumón de un ansarón sin eclosionar. La creencia popular vinculaba las dos especies y un escritor en 1678 escribió "multitud de pequeñas conchas, que tenían dentro pequeños pájaros perfectamente formados, que se suponía que eran percebes [con lo que se refería a barnaclas]".